# 广州南汽车客运站

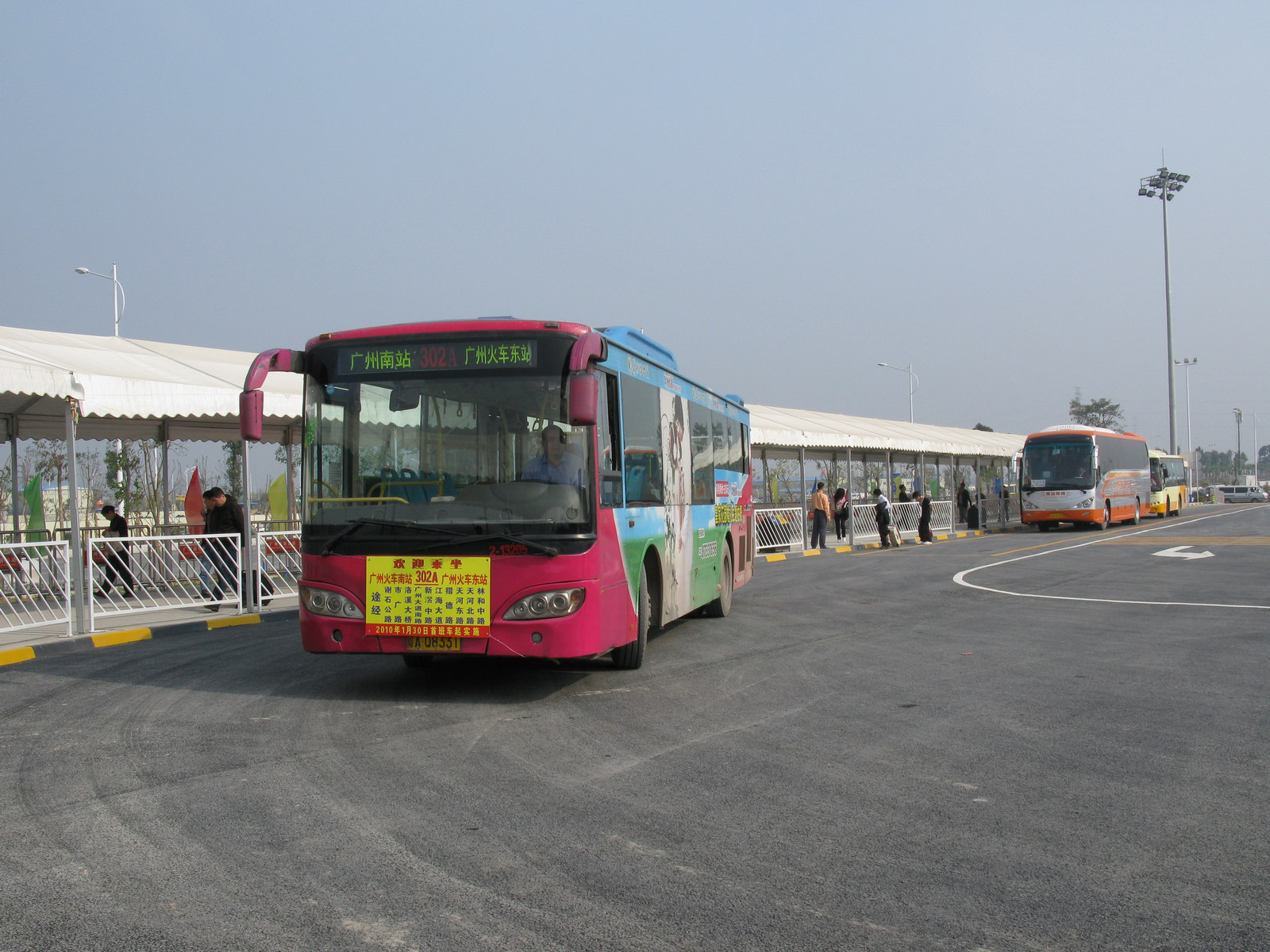
位於广州南站东广场东側的广州南站临时客运站

广州南汽车客运站是广州南站旁的交通接驳设施，位于番禺新兴大道与石壁南二路交界处。